# ديفيد هولم
ديفيد هولم (بالإنجليزية: David Hulme)‏ هو اقتصادي بريطاني، ولد في 21 سبتمبر 1952 في Ormskirk ‏ في المملكة المتحدة.